# 藤本敏和
藤本 敏和（ふじもと としかず、1949年 - ）は、日本の元アナウンサー、国際放送ディレクター、韓国語講師、翻訳家。

## 人物・来歴
大分県姫島村出身。東京外国語大学卒業。
1972年、NHKにアナウンサーとして入局し、下関放送局に赴任後、1980年に韓国の延世大学校に留学して韓国語を学ぶ。
帰国後は国際放送局のアナウンサー兼ディレクターに転じ、NHKワールド・ラジオ日本の韓国語番組を制作するかたわら、講師として日本の和光大学、韓国のソウル外国語大学院大学校および慶熙大学校で教鞭をとった。韓国政府から『文化寄与賞』が授与されている 。
2014年、出生地の姫島村に戻り農業を営む。2016年11月、姫島村長選挙に立候補し、61年ぶりに選挙戦が行われることになったが、現職の藤本昭夫に敗れ落選。
2020年11月、再度姫島村長選挙に立候補したが藤本昭夫に再び敗れ落選。

## 著書
- 学習書
  - 韓国語会話 すぐに使える短いフレーズ（イ・ジェウク共著 高橋書店 2004年）
  - ネイティブアナウンサーに学ぶとっておき韓国語（石花賢共著 インターブックス 2004年）
- 訳書
  - われらの歪んだ英雄（李文烈著 情報センター出版局 1992年）
  - 世界がおまえたちの舞台だ チョン・ファミリー物語（李元淑著 中央公論社 1994年）
  - 愛する心で（ヤン・ミギョン著 TOKIMEKIパブリッシング 2008年）
  - 善徳女王公式ノベライゼーション 1-3巻（柳銀京著 TOKIMEKIパブリッシング 2010年）
  - 0の幸せ 幸せは今、ここに（イ・ギュハン著 インターブックス 2011年）